# Išbara kagan
Išbara kagan (staroturško 𐰃𐱁𐰉𐰺𐰀:𐰴𐰍𐰣, latinizirano: Ïšbara kagan, kitajsko: 沙缽略可汗/沙钵略可汗; pinjin: shābōlüè kěhàn; Wade–Giles: sha-po-lüeh k'o-han) ali Erfu kehan (爾伏可汗, srednje kitajsko ńźie-b'i̪uk <Ñebuk/Ñevuk ali ńźie-b'uât <Ñebar/Ñevar, sogdijsko nw’’r γ’γ’n, osebno ime 阿史那攝圖/阿史那摄图; Āshǐnà Shètú / Niètú; A-shih-na she-t'u / nie-t'u) je bil prvi sin Isik kagana in šesti kagan Prvega turškega kaganata, * ni znano, † 587. 
Vladal je od leta 581 do 587. Njegovo ime ni turško. 

## Princ
Kot princa ga je Taspar kagan imenoval za nižjega kagana na vzhodu.

## Vladanje
Na prestol ga je po odstopu kagana Amraka imenoval Visoki svet kot pravno rešitev krize, ki jo je povzročil njegov stric Taspar kagan, ko je naslov kagana zapustil svojemu nečaku Talopienu, sinu Mukan kagana. Njegovo dejanje je kršilo tradicionalni sistem dedovanja od najstarejšega do najmlajšega brata in od najstarejšega do najmlajšega sina. Takoj po Talopienovem imenovanju sta njegov položaj izpodbijala Džotan in Tardu. Nastalo je zelo nestabilno stanje, ki je hitro preraslo v tlečo državljansko vojno. Stanje so izkoristili Kitajci Sui, ki so na vse možne načine poskušali oslabiti moč Gokturkov. 
Kagan se je poročil s princeso Čiandžin iz Severnega Džoua in sprejel begunce iz dinastije Čen. Obe potezi sta bili namenjeni legitimizaciji njegove oblasti. Eden od odposlancev v spremstvu njegove žene je bil vohun/veleposlanik Džangsun Šeng. Postal je Išbarov prijatelj in veliko let preživel med Gokturki. Njegovo poznavanje gokturških običajev in ustanov je bilo zelo pomembno za cesarstvo Sui. 
Da bi končal državljansko vojno, je Išbara končno priznal dinastijo Sui za svojega vrhovnega gospodarja.  Išbara je s tem uspel rešiti kaganat, čeprav za ceno izgube svoje suverenosti. Išbara kagan je umrl leta 587.

## Družina
Poročen je bič s princeso Čjandžin, vdovo svojega strica. Z njo je imel dva sinova: 
- Tulan kagana in
- Jami kagana.

## Vir
- Christoph Baumer. History of Central Asia, vol. 2, str. 174–206 (celotna zgodovina Turškega kaganata).

| Išbara kagan Klan AšinaRojen: 6. stoletje Umrl: 587 |                                        |                       |
| Vladarski nazivi                                    |                                        |                       |
| Predhodnik: Taspar kagan                            | Kagan Prvega turškega kaganata 581–587 | Naslednik: Baga kagan |